# Cumberland Gap (liedje)
Cumberland Gap is een volksliedje uit de Appalachia over de Cumberland Gap, een bergpas in de Appalachen op het punt waar de staten Tennessee, Virginia en Kentucky aan elkaar grenzen. In de meeste versies van het liedje is het een duivelse pas. Het nummer dateert waarschijnlijk uit de tweede helft van de 19e eeuw en werd voor het eerst opgenomen in 1924. Het wordt meestal gespeeld op banjo of viool, en er zijn zowel instrumentale versies als versies met zang bekend. Een versie van het lied verscheen in het boek American Ballads and Folk Songs uit 1934 van volksliedverzamelaar John Lomax. 
 Woody Guthrie nam halverwege de jaren veertig een versie van het nummer op tijdens zijn Folkways-sessies, en het nummer kende een heropleving in populariteit met de opkomst van bluegrass en de heropleving van de Amerikaanse folkmuziek in de jaren 1950. In 1957 had de Britse muzikant Lonnie Donegan een nummer 1-hit in het Verenigd Koninkrijk met een skiffle-versie van het nummer.
De titel van het nummer verwijst naar de kloof, die in de tweede helft van de 18e eeuw door migranten uit de oorspronkelijke dertien Amerikaanse koloniën gebruikt werd om naar het westen naar de Transylvania Colony te reizen. Tijdens de Amerikaanse Burgeroorlog (1861-1865) voerden de legers van de Unie en de Confederatie een jarenlange strijd om de controle over de kloof.

## Oorsprong en eerste referenties
Bascom Lamar Lunsford (1882-1973), een zanger en folklorist uit Noord Carolina, die in maart 1949 zijn 'geheugencollectie' opnam voor het Archive of American Folk Song, suggereerde dat "Cumberland Gap" een 'versnelde' versie zou kunnen zijn van de melodie van de ballade "Bonnie George Campbell". Lunsford nam beide nummers op viool op om de overeenkomsten te laten zien (hoewel veel volksmelodieën van de Britse eilanden erg op elkaar lijken).
Een van de eerste verwijzingen naar "Cumberland Gap" (het lied) werd gepubliceerd door auteur Horace Kephart (1862–1931) in zijn boek Our Southern Highlanders uit 1913. Kephart herinnerde zich dat hij had deelgenomen aan een berenjacht die tussen 1904 en 1906 plaatsvond in de Great Smoky Mountains. Terwijl ze wachtten tot de weersomstandigheden zouden verbeteren, zongen leden van het jachtgezelschap "ballads" om de tijd te doden. Kephart transcribeerde de openingsstrofes van verschillende van deze nummers, waaronder een versie van "Cumberland Gap", gezongen door 'Hazel Creek'-berenjager "Little John" Cable:
L-a-a-ay down boys,
Le's take a nap:
Thar's goin' to be trouble
In the Cumberland Gap
Kephart noteerde dat het lied van "moderne en lokale oorsprong" was.

## Eerste opnames en optredens
De vroegst bekende opname van "Cumberland Gap" was een instrumentale versie uit 1924 van de Tennessee-violist Ambrose G. "Uncle Am" Stuart (1853–1926). De eerste zang- en solobanjoversie werd in augustus 1924 opgenomen door Land Norris voor Okeh Records. Vervolgens nam het viool-en-gitaarduo Gid Tanner en Riley Puckett in september 1924 het nummer op, en in 1926 zouden ze het nummer opnieuw opnemen met hun band, de Skillet Lickers. De teksten van Tanner lijken weinig op die van Fuson, hoewel Tanners refrein de regel "Me and my woman and my woman's pap" gebruikt, die lijkt op een regel in een van Fusons strofen.
Halverwege de jaren 1940 nam Woody Guthrie een versie op van "Cumberland Gap" voor het Folkways-label van Moe Asch, met daarin het refrein "Cumberland Gap, Cumberland Gap / Seventeen miles to the Cumberland Gap". Pete Seeger bracht in 1954 een versie uit die enigszins leek op die van Guthrie. De versie van Lonnie Donegans skiffle-versie uit 1957, die nummer 1 bereikte in de hitlijsten in het Verenigd Koninkrijk, leek ook op Guthrie's Folkways-versie.
In mei 1925 won violist GB Grayson op de Fiddlers' Convention in Mountain City in Tennessee de eerste prijs (hoewel de verhalen variëren) met zijn vertolking van "Cumberland Gap", waarmee hij rivalen Stuart, Charlie Bowman en Fiddlen' John Carson versloeg. Bluegrass-banjospeler Earl Scruggs speelde het in een gedenkwaardig optreden op het Newport Folk Festival in 1959. Het nummer is nadien opgenomen en uitgevoerd door tientallen bluegrass-, country- en folkmuzikanten.

## Teksten
HH Fuson een verzamelaar van Kentucky-ballds publiceerde in 1931 een lange versie van "Cumberland Gap", waarbij de eerste regels in het openingscouplet luidden: "Lay down, boys, an'take a little nap" en de laatste regel luidt: "They're all raisin' Hell in the Cumberland Gap".
Fusons versie vermeldt ook belangrijke historische gebeurtenissen in de pioniersperiode van de Cumberland Gap en de strijd om controle over de kloof tijdens de burgeroorlog. Zijn laatste strofe eindigt met de regel "Fourteen miles to the Cumberland Gap". Deze laatste regel komt ook voor in een opname, die John Lomax in 1933 maakte van het nummer door een obscure violist uit Harlan in Kentucky, bekend als "Blind" James Howard, en gepubliceerd in zijn boek uit 1934, American Ballads and Folk Songs.
Lonnie Donegan zingt als intro:
Cumberland gap, Cumberland gap, fifteen miles to Cumberland gap
en varieert voornamelijk heel zijn versie op deze zin.

## Versies
| Artist                                        | Jaar           | Uitgebacht              | Genre                             | Opmerkingen                                                                          |
| --------------------------------------------- | -------------- | ----------------------- | --------------------------------- | ------------------------------------------------------------------------------------ |
| Uncle Am Stuart                               | July 1924      | Vocalion Vo 14839       | Old-time fiddle                   | Instrumental                                                                         |
| Land Norris                                   | August 1924    | OKeh 40212              | Old-time                          | Solo vocal and solo banjo                                                            |
| Gid Tanner and Riley Puckett                  | September 1924 | Columbia Co 245-D       | Old-time fiddle and banjo         |                                                                                      |
| Gid Tanner and The Skillet Lickers            | 1928,          | Columbia Co 15303-D     | Old-time with vocal               | Riley Puckett plays guitar                                                           |
| The Hill Billies                              | 1926           | Vocation Vo 5024        | Old-time                          |                                                                                      |
| Dick Burnett, Leonard Rutherford & Byrd Moore | 1928           | Gennett Ge 6706         | Old-time banjo, fiddle, guitar    |                                                                                      |
| Frank Hutchison                               | 1929           | OKeh OK44570            | Old-time guitar with vocal        |                                                                                      |
| Blind James Howard                            | 1933           | Library of Congress     | Old-time fiddle                   | Recorded for LOC by John Lomax                                                       |
| Gid Tanner and The Skillet Lickers            | 1934           | Bluebird BB B-5434      | Old-time fiddle, guitar, mandolin | Als "Cumberland Gap on a Bucking Mule"                                               |
| Luther Strong                                 | 1937           | Library of Congress     | Old-time fiddle                   | Recorded for LOC by Alan Lomax                                                       |
| Woody Guthrie                                 | 1944–1945      | Folkways                | Folk                              |                                                                                      |
| Bascom Lamar Lunsford                         | 1949           | Library of Congress     | Old-time fiddle                   | Speelt "Bonnie George Campbell" and "Cumberland Gap"                                 |
| Pete Seeger                                   | 1954           | Folkways                | Folk                              |                                                                                      |
| Don Reno and Red Smiley                       | 1956           | King Records            | Bluegrass                         |                                                                                      |
| Lonnie Donegan                                | 1957           | Pye Records             | Skiffle                           | 5 weken in het VK op nr 1)                                                           |
| The Vipers Skiffle Group                      | 1957           | Parlophone              | Skiffle                           |                                                                                      |
| Dickie Bishop and his Sidekicks               | 1957           | London Records          | Skiffle                           |                                                                                      |
| Wade Ward                                     | 1959           | Atlantic Records        | Old-time banjo                    | Opgenomen door Alan Lomax en Shirley Collins                                         |
| "New River" Jack Burchett                     | 1961           | Smithsonian Folkways    | Old-time banjo met zang           | Uitgebracht in 1994                                                                  |
| Lester Flatt and Earl Scruggs                 | 1961           | Columbia                | Bluegrass                         |                                                                                      |
| Byard Ray & Obray Ramsey                      | 1961           | Polydor                 | Old-time banjo en fiddle          | Van het album White Lightnin'                                                        |
| Dock Boggs                                    | 1963           | Folkways                | Old-time banjo                    |                                                                                      |
| Hobart Smith                                  | 1963           | Folkways                | Old-time banjo                    | Fleming Brown sessies; virtuoos banjospel                                            |
| P.J. Proby met The Vernons Girls              | 1964           |                         | Pop-Rock                          | Uitgevoerd tijdens de TV special Around The Beatles                                  |
| Fred Cockerman                                | 1967           | County Records          | Old-time banjo                    |                                                                                      |
| Cuje Bertram                                  | 1970           | Home recording          | Afro-Amerikaans fiddle            | In 1999 door Document Records                                                        |
| Esker Hutchins                                | 1971           | County Records          | Old-time banjo                    |                                                                                      |
| Kyle Creed                                    | 1977           | Heritage                | Old-time banjo                    | Album: Liberty                                                                       |
| Robert Byrd                                   | 1978           | County 967              | Old-time fiddle met zang          | LP U.S. Senator Robert Byrd – Mountain Fiddler.                                      |
| Chancey Brothers                              | 1979           | Dust-to-Digital         | Old-time banjo with guitar        |                                                                                      |
| The Wedding Present                           | 1992           | New Musical Express     | Indie Rock                        | Ruby Trax                                                                            |
| Old Crow Medicine Show                        | 2001           | Blood Donor Music       | Old-time                          | Greetings from Wawa                                                                  |
| Frank Fairfield                               | 2009           | Tompkins Square         | Old-time                          |                                                                                      |
| Xiu Xiu                                       | 2010           | Kill Rock Stars         | Indie Rock                        | Van album Dear God, I Hate Myself (2010)                                             |
| Felice Brothers                               | 2012           | Alt Folk                | Home Recordings                   |                                                                                      |
| Rising Appalachia                             | 2012 & 2017    | Independent             | Alt Folk                          | De studio versie staat op Filthy Dirty South (2012); een live versie op Alive (2017) |
| Cameron Knowler & Eli Winter                  | 2021           | American Dreams Records | Instrumental gitaar               | als "Cumberland Application"                                                         |
| David Rawlings                                | 2017           | Acony Records           | Folk                              | Van het album Poor David's Almanack                                                  |

## Overig

### David Rawlings
Dave Rawlings nam met zijn muzikale partner Gillian Welch een nummer op met dezelfde titel, dat geïnspireerd is op dit lied. Het verscheen op zijn album Poor David's Almanack uit 2017  en verkreeg bekendheid als openingstune van de film The Gentlemen.
Zijn tekst bevat meermaals de strofe:
Cumberland gap, it's a devil of a gap

### Jason Isbell
Jason Isbell heeft ook een nummer onder de titel "Cumberland Gap", maar dat is een eigen compositie.